# Maciejkowice
Maciejkowice (niem. Maczeikowitz, Maczeykowitz) – oficjalna część miasta oraz dzielnica Chorzowa, położona 3 km od Centrum. Do 1930 stanowiły samodzielną gminę wiejską.

## Etymologia nazwy
Maciejkowice to nazwa patronimiczna pochodząca od imienia Maciej.
Heinrich Adamy zaliczył Maczeikowitz do grupy nazw wywodzących się od imienia założyciela, podając jej starszą, słowiańską formę Macieykowice oraz znaczenie w języku niemieckim 'Dorf der St. Mathias' (pol. 'wieś św. Macieja').

## Historia
Miejscowość pierwszy raz odnotowano w 1498 w rejestrze podatku od chłopów z ziemi bytomskiej. W tym czasie wieś zamieszkiwało jedynie trzech kmieci. W 1532 ich liczba wzrosła do czterech, o czym wiadomo z zachowanego urbarza. Źródło to przekazuje też, że Maciejkowice były wówczas wsią rycerską, a pierwszym znanym jej właścicielem był Paweł Kamieński. Od początku osada przynależała do parafii w sąsiednich Michałkowicach.
Maciejkowice były samodzielną gminą wiejską do 31 stycznia 1930, a 1 lutego zostały włączone do gminy Chorzów. Jako część Chorzowa (gminy wiejskiej) 1 lipca 1934 stały się częścią miasta Chorzów. Do 1991 wraz z Chorzowem Starym tworzyła dzielnicę Chorzów III. Nazywanie Maciejkowic „Chorzowem Starym” uznawano za pomyłkę. Jednak uchwałą Rady Miasta nadano całej dzielnicy III nazwę „Chorzów Stary”, co oznacza, że nazwą tą obejmuje się również Maciejkowice i Antoniowiec.

## Architektura
- kościół parafialny pw. Matki Bożej Nieustającej Pomocy i św. Rozalii[8] (zob. parafia Matki Bożej Nieustającej Pomocy i św. Rozalii w Chorzowie Maciejkowicach)
- osiedle patronackie przy ul. Antoniowskiej (numery 1-7) i ul. Rozbarskiej, wybudowane dla pracowników kopalni węgla kamiennego Barbara-Chorzów[7][9]
- folwark przy ul. Głównej[10]
- folwark Antoniowiec, w czasach PRL-u PGR, następnie Rolnicza Spółdzielnia Produkcyjna[7]
- budynek szkoły przy ul. Brzezińskiej 1a sprzed 1868 roku[8]
- budynek szkoły przy ul. Głównej wzniesiony w latach 1938–1939, projektu Tadeusza Michejdy[10][11], przed nim pomnik projektu Andrzeja Szczepańca, odsłonięty 9 maja 1990 roku[10]
- przydrożny krzyż morowy z datą „1881“[10]
- Dolina Górnika – teren rekreacyjny wokół stawów, dawniej kompleks rekreacyjno-sportowy[12]
- Ciężki schron bojowy w rejonie ul. Głównej w Chorzowie-Maciejkowicach, stanowiący element Grupy Bojowej „Maciejkowice” Obszaru Warownego „Śląsk” (zabytek nieruchomy)[13]

## Komunikacja
W Maciejkowicach znajduje się kilka przystanków autobusowych, m.in. Maciejkowice Dwór. Do tej części miasta kursują autobusy na zlecenie Zarządu Transportu Metropolitalnego (ZTM), dzięki czemu Maciejkowice mają bezpośrednie połączenie komunikacyjne z pozostałymi dzielnicami Chorzowa, Siemianowicami Śląskimi, wschodnimi dzielnicami Katowic i południowymi Rudy Śląskiej.

## Galeria

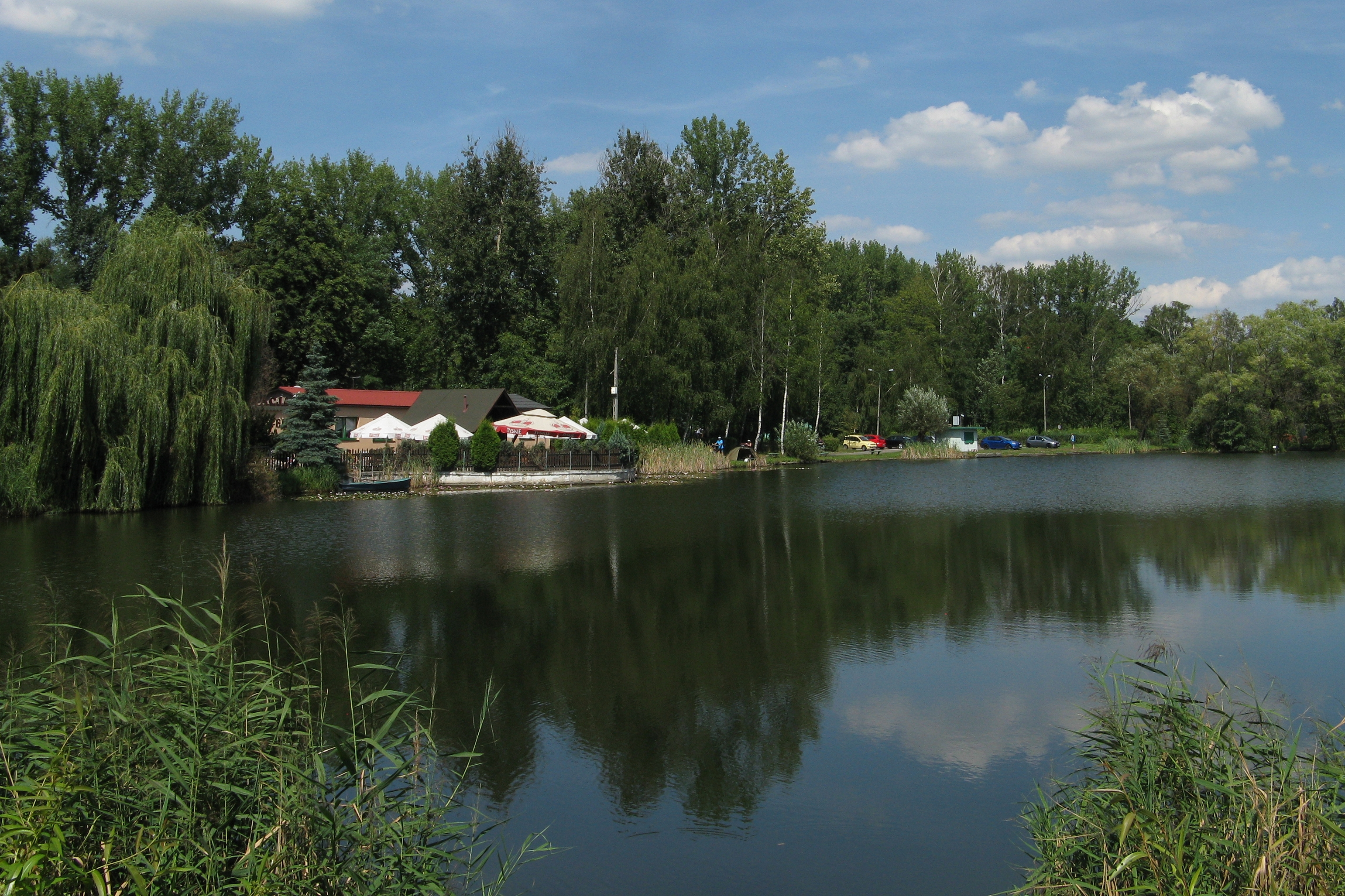
Staw w Dolinie Górnika (2018)
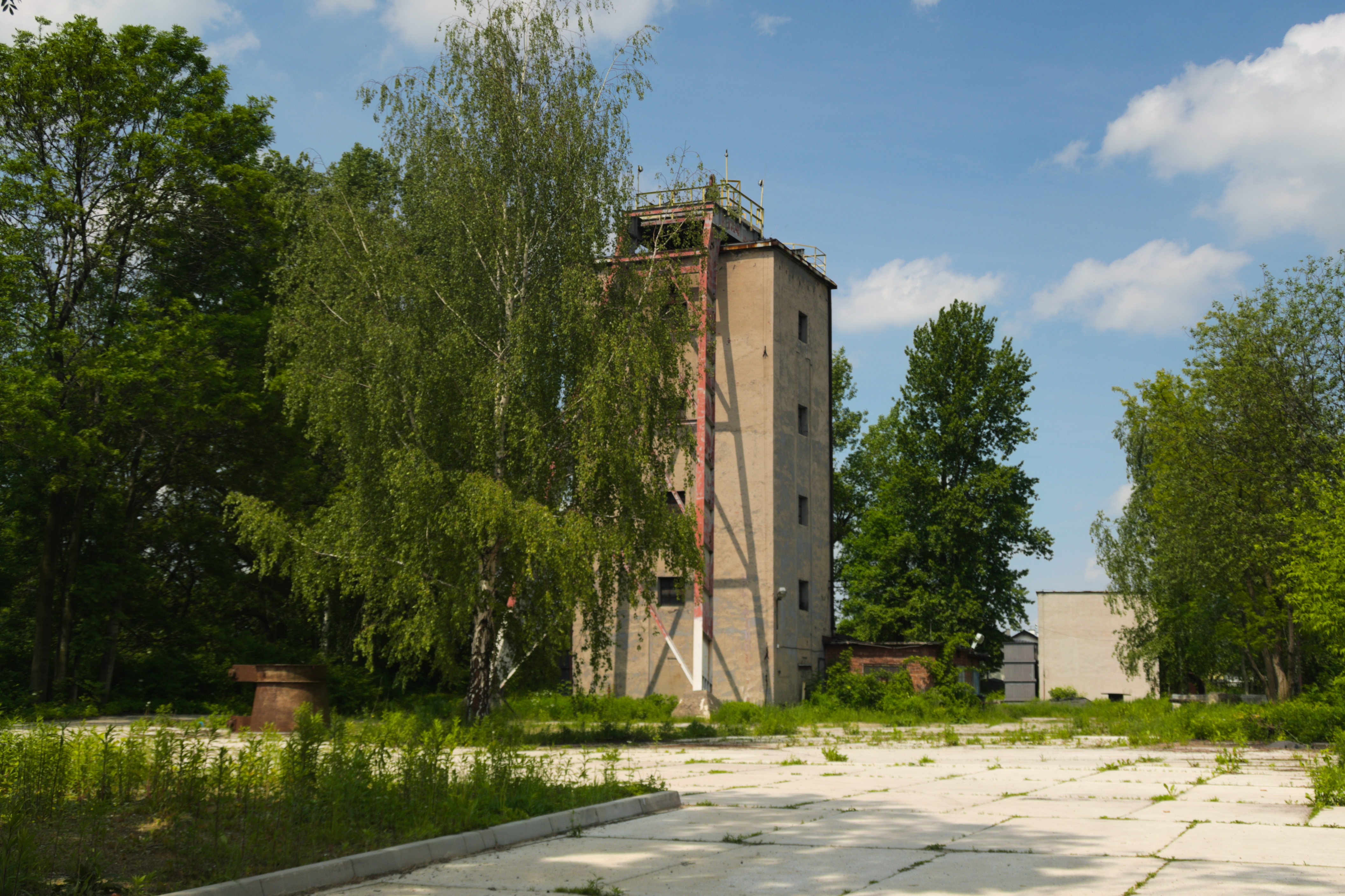
Wieża wyciągowa szybu Zygmunt August II kopalni węgla kamiennego Barbara-Chorzów (2019)
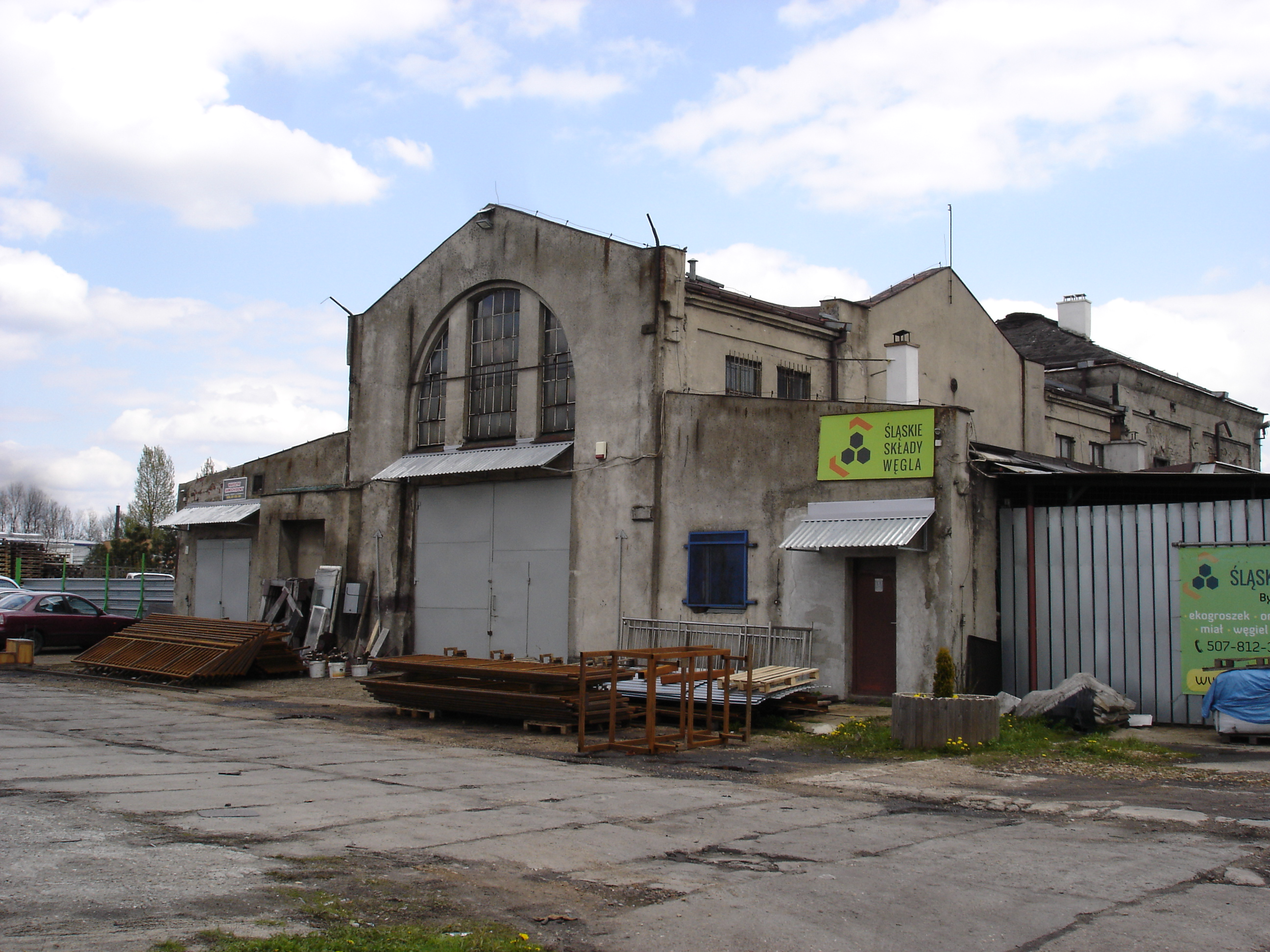
Cechownia przy szybie Boże Daj Szczęście kopalni Hrabina Laura, użytkowana jako warsztat samochodowy, ul. Kluczborska 43 (2017)
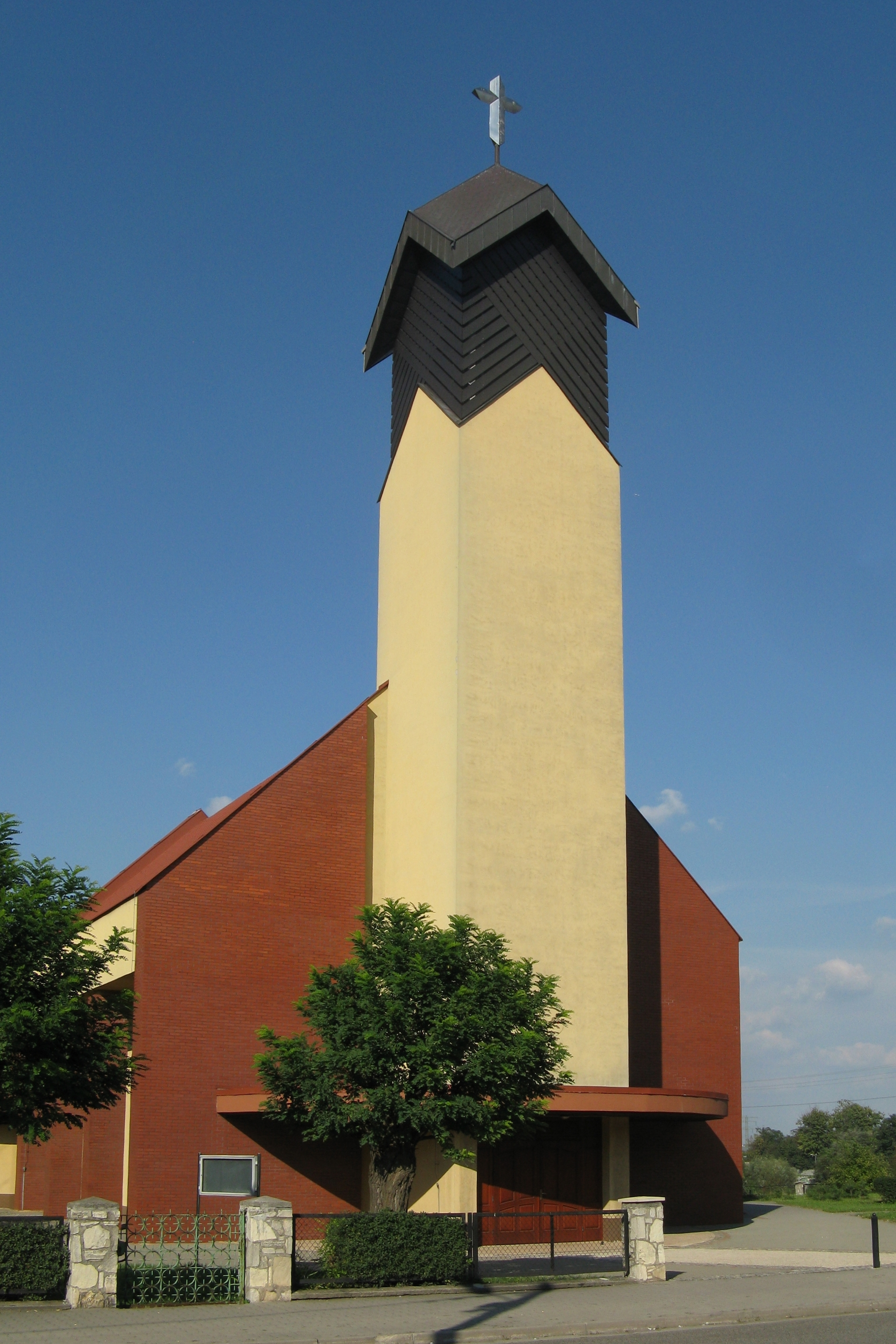
Kościół Matki Bożej Nieustającej Pomocy i św. Rozalii (2018)
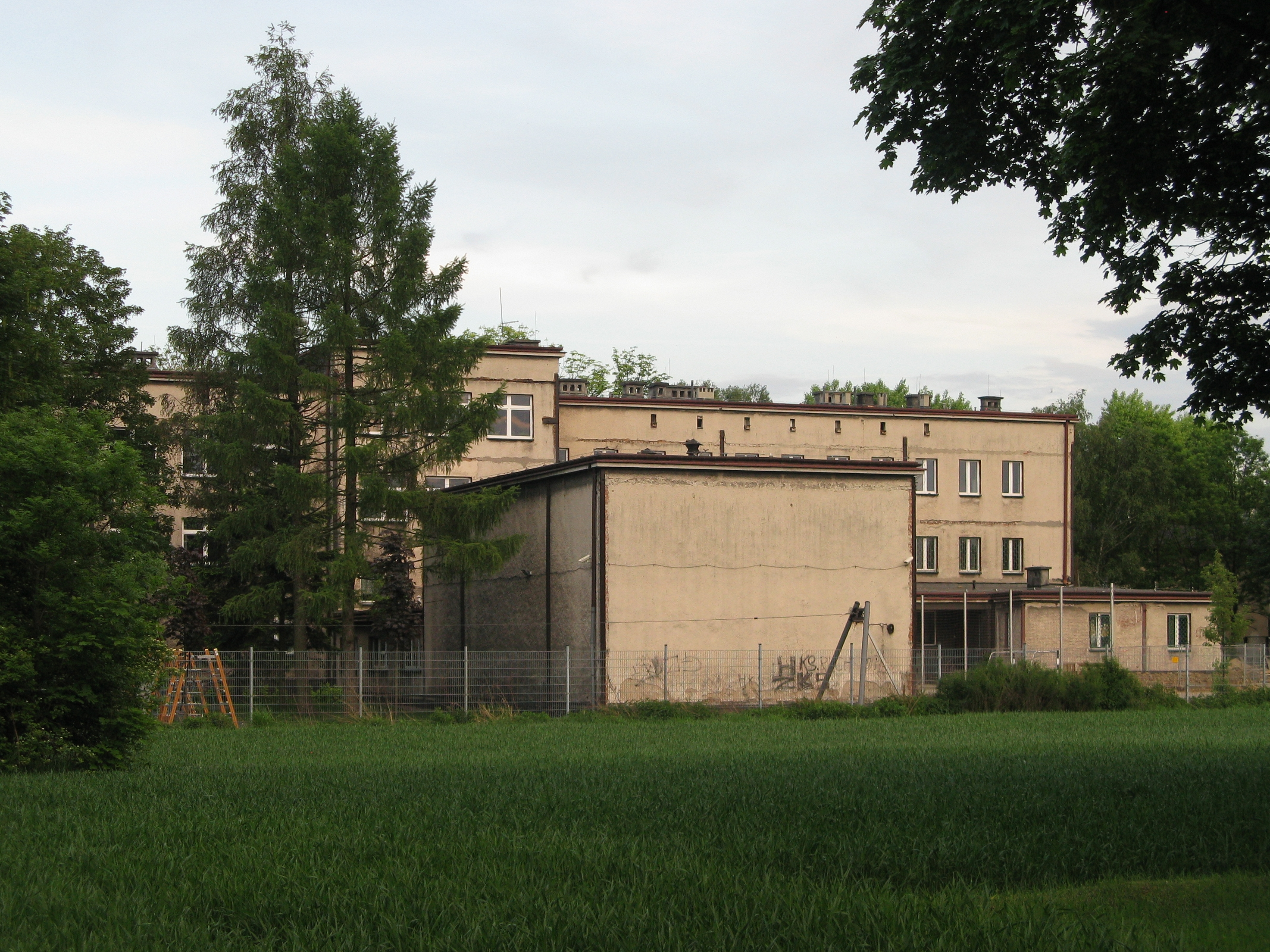
Budynek Szkoły Podstawowej nr 25 im. Stanisława Hadyny (2018)
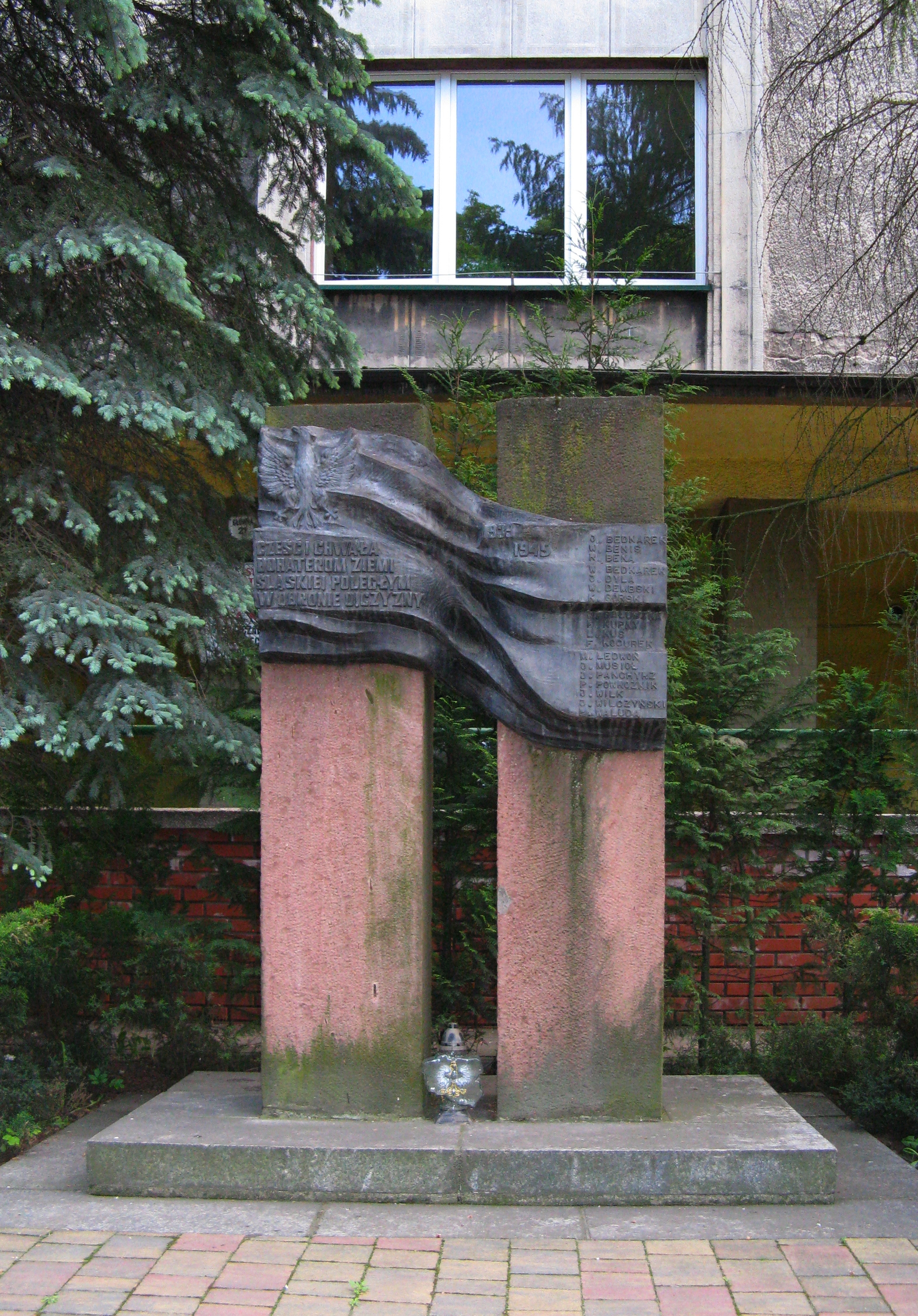
Pomnik bohaterom ziemi śląskiej poległym w obronie ojczyzny 1939–1945 przy budynku szkoły (2018)
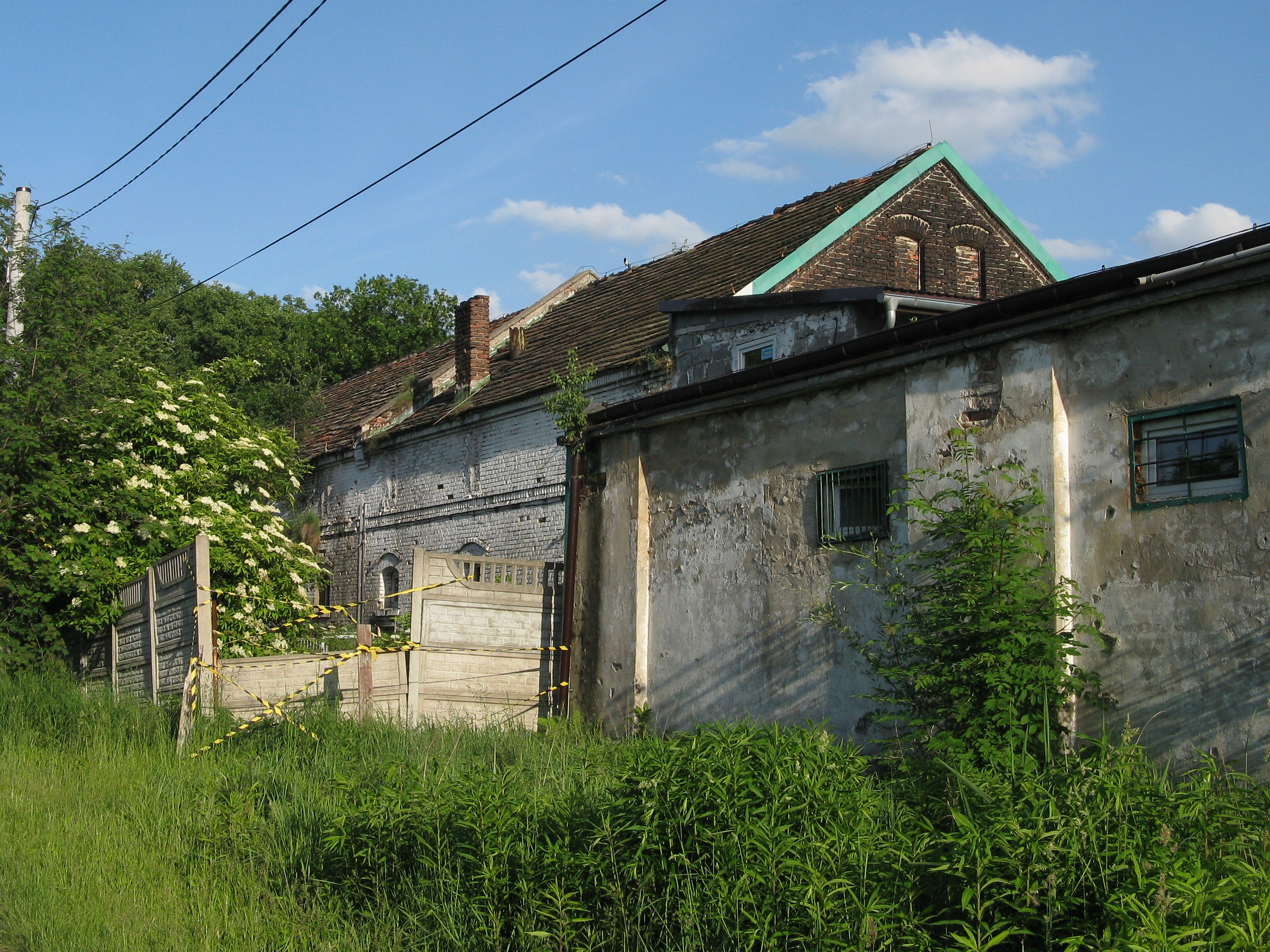
Podworskie zabudowania folwarczne w Antoniowcu (2018)
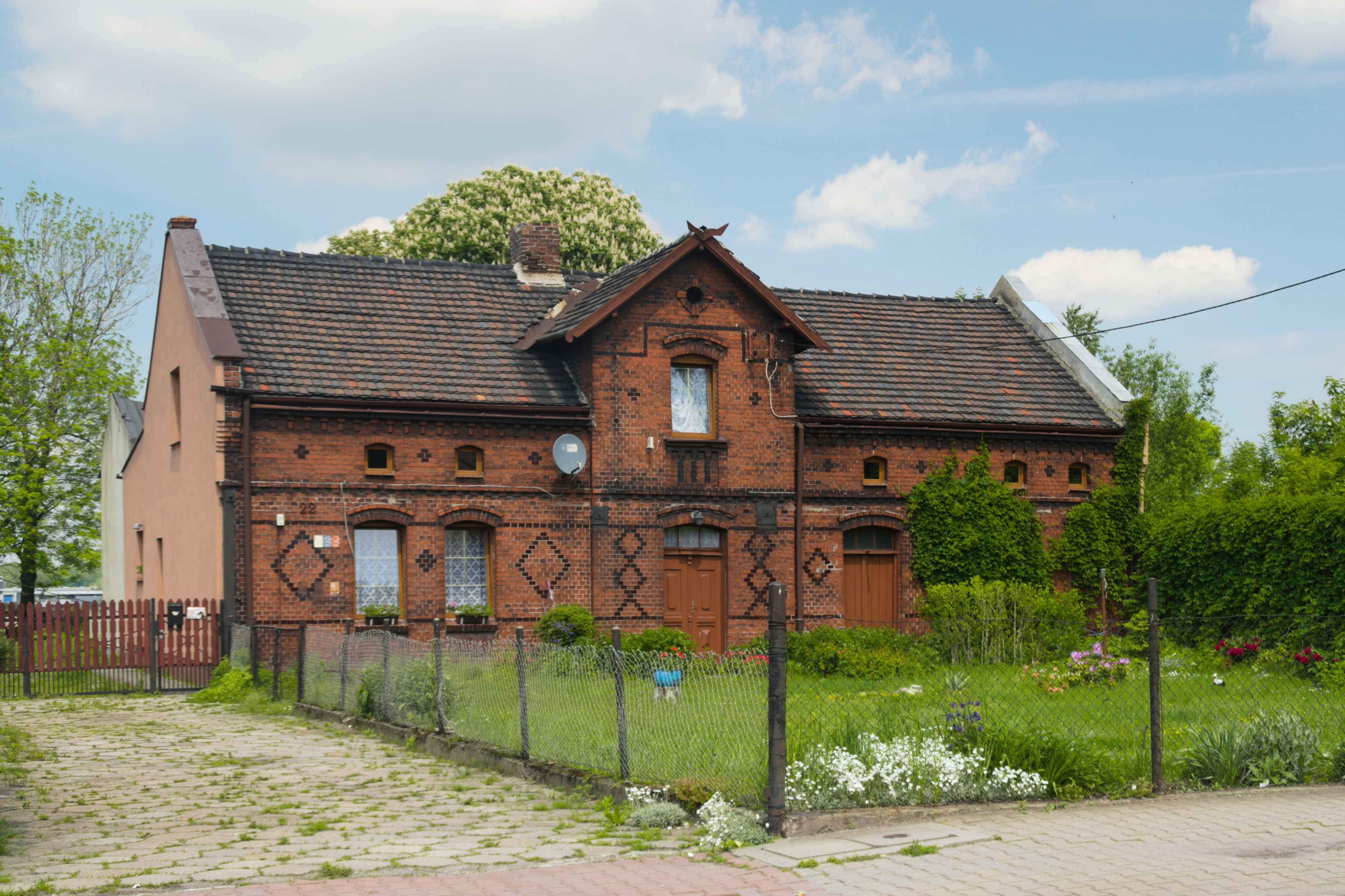
Ceglany dom przy ul. Głównej 22 (2019)